# Parafia św. Zygmunta w Kraszewie
Parafia pw. Świętego Zygmunta w Kraszewie – rzymskokatolicka parafia należąca do dekanatu ciechanowskiego wschodniego, diecezji płockiej, metropolii warszawskiej.
Została erygowana w 1434.